# Silas Talbot

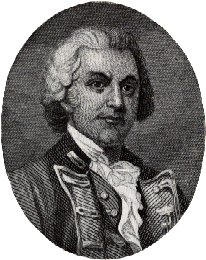
Silas Talbot

Silas Talbot (* 11. Januar 1751 in Dighton, Briston County, Province of Massachusetts Bay; † 30. Juni 1813 in New York City) war ein US-amerikanischer Offizier und Politiker. Zwischen 1793 und 1795 vertrat er den Bundesstaat New York im US-Repräsentantenhaus.

## Werdegang
Silas Talbot besuchte vorbereitende Schulen und war dann für einige Zeit Seemann auf einem Küstenfrachter. Dann arbeitete er in Providence (Rhode Island) im Handel. Während des Unabhängigkeitskrieges diente er zunächst in der Kontinentalarmee, in der er es bis 1778 bis zum Oberstleutnant brachte. Ab 1779 diente er in der Continental Navy, aus der später die United States Navy hervorging. Im November 1780 geriet er in britische Kriegsgefangenschaft, aus der er ein Jahr später bei einem Gefangenenaustausch wieder freikam. Nach seiner Rückkehr in die Vereinigten Staaten lebte Talbot zunächst in Philadelphia (Pennsylvania) und dann in Albany im Staat New York. Dort arbeitete er in der Landwirtschaft. Politisch war er ein Anhänger der Bundesregierung unter Präsident George Washington (Pro-Administration-Fraktion). In den Jahren 1792 und 1793 saß er als Abgeordneter in der New York State Assembly.
Bei den Kongresswahlen des Jahres 1792 wurde Talbot im damals neu eingerichteten zehnten Wahlbezirk von New York in das damals noch in Philadelphia tagende US-Repräsentantenhaus gewählt, wo er am 4. März 1793 sein neues Mandat antrat. Bis zum 3. März 1795 konnte er eine Legislaturperiode im Kongress absolvieren. Zwischen 1798 und 1801 war er Offizier in der US Navy. Dort kommandierte er das Schiff Constitution. Silas Talbot starb am 30. Juni 1813 in New York, wo er auch beigesetzt wurde.